# Alexander von Massenbach
Alexander Eduard Reinhold Freiherr von Massenbach (* 30. April 1818 in Bannaskeim; † 11. August 1891 in Kraschnitz) war ein preußischer Generalleutnant.

## Leben

### Herkunft
Alexander war ein Sohn des preußischen Majors und Herrn auf Jeesau und Galbuhnen Ludwig von Massenbach (1783–1867) und dessen Ehefrau Friederike, geborene Küchenmeister von Sternberg (1788–1846).

### Militärkarriere
Massenbach absolvierte das Gymnasium in Rastenburg und trat am 19. Dezember 1835 als Musketier in das 1. Infanterie-Regiment der Preußischen Armee ein. Er avancierte bis Mitte Mai 1839 zum Sekondeleutnant, war ab Oktober 1843 zum 1. kombinierten Reserve-Bataillon in Graudenz kommandiert und diente von April 1843 bis September 1847 als Adjutant dieses Bataillons. In gleicher Eigenschaft war Massenbach von März 1849 bis Dezember 1852 in seinem Stammregiment tätig und stieg zwischenzeitlich zum Premierleutnant auf. Am 20. März 1853 erfolgte seine Kommandierung als Kompanieführer beim I. Bataillon im 1. Landwehr-Regiment und Anfang Januar 1855 die Beförderung zum Hauptmann. Mit der Ernennung zum Kompaniechef kehrte er am 10. April 1858 in sein Stammregiment zurück. Am 23. Februar 1861 wurde Massenbach in das 5. Ostpreußische Infanterie-Regiment Nr. 41 versetzt. Daran schloss sich mit der Beförderung zum Major am 26. Juni 1865 eine Verwendung im 2. Pommerschen Grenadier-Regiment (Colberg) Nr. 9 an. Zwei Monate später wurde Massenbach zum Kommandeur des I. Bataillons ernannt, das er 1866 während des Krieges gegen Österreich in der Schlacht bei Königgrätz führte. Für sein Wirken erhielt er den Roten Adlerorden IV. Klasse mit Schwertern.
Am 1. Oktober 1867 übernahm er das Füsilier-Bataillon und stieg Ende März 1868 zum Oberstleutnant auf. Für die Dauer der Mobilmachung anlässlich des Krieges gegen Frankreich war Massenbach Kommandeur des 3. kombinierten Brandenburgischen Landwehr-Regiments, dass er vor Metz und Paris sowie in den Schlachten bei Gravelotte und Villiers führte. Am 25. März 1871 wurde er zu den Offizieren von der Armee versetzt und, ausgezeichnet mit beiden Klassen des Eisernen Kreuzes, nach dem Friedensschluss am 20. Juni 1871 zum Kommandeur des 8. Pommerschen Infanterie-Regiments Nr. 61 ernannt. In dieser Eigenschaft wurde er Mitte Oberst und am 2. Dezember 1875 unter Stellung à la suite seines Regiments mit der Führung der 20. Infanterie-Brigade in Posen beauftragt. Mit der Beförderung zum Generalmajor wurde er am 30. Dezember 1875 zum Kommandeur dieses Großverbandes ernannt und anlässlich des Ordensfestes im Januar 1878 mit dem Roten Adlerorden II. Klasse mit Eichenlaub und Schwertern am Ringe ausgezeichnet. Unter Verleihung des Charakters als Generalleutnant nahm Massenbach am 12. Juni 1880 seinen Abschied mit Pension, bevor er zehn Tage später mit Pension zur Disposition gestellt wurde.

### Familie
Massenbach hatte sich am 23. Juli 1844 in Laskowitz mit Adele von Krohn (1826–1909) verheiratet. Aus der Ehe ging die Tochter Margarethe (* 1848) hervor.